# Het Schilder-Boeck
Het Schilder-Boeck o Schilderboek es un libro escrito por el escritor y pintor flamenco Karel van Mander publicado por primera vez en 1604 en Haarlem en la República Holandesa, donde residía van Mander. El libro está escrito en holandés del siglo XVII y su título se traduce comúnmente al inglés como 'El libro de los pintores' o 'El libro de (o sobre) la pintura' y, a veces, como 'El libro de la pintura'. Het Schilder-Boeck consta de seis partes y se considera una de las principales fuentes sobre la historia del arte y la teoría del arte en los Países Bajos de los siglos XV y XVI. El libro fue muy bien recibido y se vendió bien. Karel van Mander murió dos años después de su publicación. En 1618 se publicó una segunda edición póstuma, que incluía una breve biografía anónima de van Mander. Esta segunda edición fue traducida al inglés por Hessel Miedema y publicada en 1994-1997 junto con un facsímil del original y cinco volúmenes de notas sobre el texto.

## Resumen
El Het Schilder-Boeck está dividido en seis partes que tienen páginas de título separadas y están indexadas. Las partes son:
- Los fundamentos del noble y libre arte de la pintura ( Den Grondt der Edel vry Schilder-const: Waer in haer ghestalt, aerdt ende wesen, de leer-lustighe Jeught in verscheyden Deelen in Rijm-dicht wort voor ghedraghen. )
- Vidas de los ilustres pintores antiguos, incluidos egipcios, griegos y romanos ( Het Leven Der oude Antijcke doorluchtighe Schilders, soo wel Egyptenaren, Griecken als Romeynen )
- Vidas de los ilustres pintores italianos modernos o contemporáneos ( Het Leven Der Moderne, oft dees-tijtsche doorluchtighe Italiaensche Schilders. )
- Vidas de los ilustres pintores holandeses y alemanes ( Het Leven der Doorluchtighe Nederlandtsche, en Hooghduytsche Schilders. )
- Comentario sobre las Metamorfosis de Publio Ovidio Nasón ( Wtlegghingh op den Metamorphosis Pub. Ouidij Nasonis. Wtlegghingh op den Metamorphosis Pub. Ouidij Nasonis. )
- Representación de figuras ( Uvtbeeldinge der Figueren )

## Antecedentes historiográficos
La historia de la pintura holandesa temprana fue descrita por primera vez por el italiano Lodovico Guicciardini en su Descrittione di Lodovico Guicciardini patritio fiorentino di tutti i Paesi Bassi altrimenti detti Germania inferiore (1567; La Descripción de los Países Bajos). Este libro formó una fuente para los famosos relatos biográficos de pintores de Giorgio Vasari en su libro Las vidas de los más excelentes arquitectos, pintores y escultores italianos, a menudo denominado Vite. Esa tradición tuvo poco en cuenta la topología geográfica de los Países Bajos y los hermanos van Eyck fueron considerados los padres de la pintura holandesa concentrada en Brujas. Karel van Mander intentó corregir este concepto erróneo enumerando a todos los primeros pintores holandeses famosos. Encontró muchas dificultades para obtener información precisa, debido a los disturbios políticos y religiosos de la época.
Las biografías del Schilder-Boeck son similares en estilo y formato a la Vite de Vasari. Karel van Mander se aparta muy poco del formato: comienza cada pintor con una visión general de los años de la infancia y una lista de maestros, seguida de alguna información sobre la carrera y concluye con una lista de obras notables. La segunda edición incluye una biografía del propio van Mander que, según Miedema, fue escrita por su hermano, que podría haber estado con él en su lecho de muerte. Se han propuesto otros candidatos como autores de la biografía. Recientemente se ha identificado a su hijo Karel van Mander el Joven como posible autor. Su hijo se habría basado en la información biográfica que Karel van Mander había escrito él mismo, así como en sus propios recuerdos y notas. La información de la reseña biográfica no es del todo fiable, pero sigue considerándose la mejor fuente de información sobre la vida de van Mander.
Van Mander estaba escribiendo en un país donde los calvinistas eran poderosos y el arte religioso se miraba con recelo. El mercado de temas religiosos fue rápidamente reemplazado por escenas de género y alegorías históricas. Se puso de moda elegir temas políticamente correctos, como historias demasiado antiguas para ser ofensivas para los protestantes o los católicos. La ciudad de Haarlem necesitaba reinventarse después de perder su atractivo como lugar de peregrinaje de San Bavón. Sus líderes encargaron pinturas que representan el pasado glorioso de la ciudad, como en la historia de la cruzada contra Damieta, que fue la base del escudo de armas de Haarlem. Artistas y escritores ayudaron a actualizar la fuente local de inspiración para el arte. Van Mander contribuyó a este esfuerzo proporcionando una lista de biografías de pintores antiguos en Vidas de pintores antiguos egipcios, griegos y romanos y sus comentarios sobre Las metamorfosis de Ovidio y la representación de figuras.

## Las seis partes delSchilder-Boeck

### Los fundamentos del noble y libre arte de la pintura.
El libro comienza con un libro sobre los "fundamentos" del arte de la pintura. Este libro introductorio tiene catorce capítulos sobre teoría del arte que enumeran temas como paisajes, animales, cortinas y arreglos de temas.

### Vidas de los ilustres pintores antiguos incluyendo egipcios, griegos y romanos
Las biografías de pintores antiguos del Het Schilder-boek se basan casi por completo en la Historia Natural de Plinio y no ofrecen ningún material nuevo

#### Lista de Van Mander de pintores griegos antiguos
| - Agatarco - Andrócides - Antifilo - Apeles - Apolodoro - Arístides de Tebas - Cimón de Cleone - Aeción - Eufránor - Eupompos - Melancio | - Nicómaco de Tebas - Pánfilo de Anfípolis - Paneno - Parrasio - Pausias - Poliído - Polignoto - Protógenes - Teón de Samos - Timarete - Timómaco - Zeuxis |

### Vidas de los pintores ilustres italianos modernos o contemporáneos
Van Mander basó esta parte del Schilder-Boeck en la Vite de Vasari. La Vite se había publicado medio siglo antes. Por esta razón, sólo tradujo aproximadamente la mitad de los esbozos biográficos de Vasari, y añadió artistas italianos de sus años en Italia, como Tintoretto, que se dieron a conocer después de la publicación de la obra de Vasari. Van Mander también editó a propósito las biografías de Vasari reinterpretando parte del material de Vasari y añadiendo al texto de Vasari con el fin de actualizarlo. Lo que sigue es una lista de bocetos de Vasari que van Mander tradujo e incluyó en su obra

## Legado

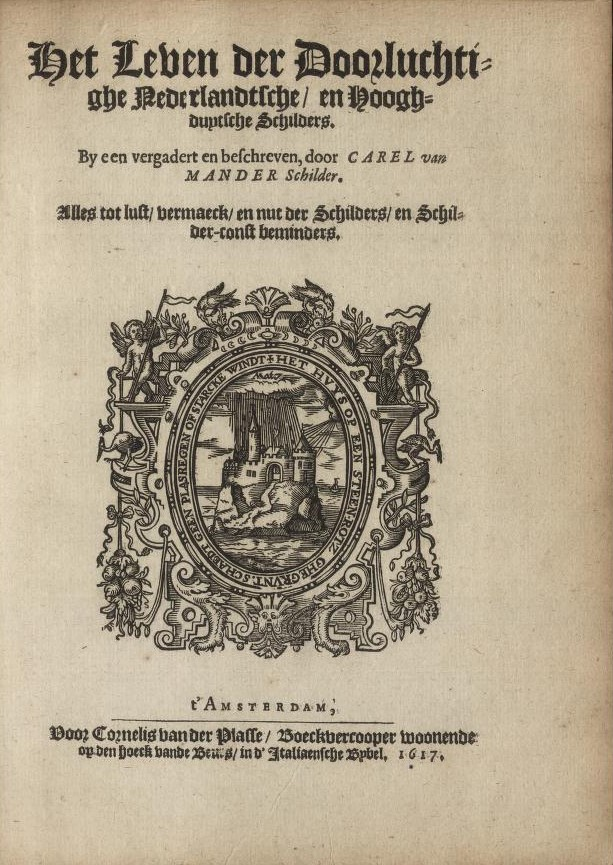
Portada de la cuarta parte sobre pintores holandeses y altoalemanes.